# Elasmus voltairei
Elasmus voltairei är en stekelart som beskrevs av Girault 1920. Elasmus voltairei ingår i släktet Elasmus och familjen finglanssteklar. Inga underarter finns listade i Catalogue of Life.